# 北海道函館方面の資格者配置路線
北海道函館方面の資格者配置路線（ほっかいどうはこだてほうめんのしかくしゃはいちろせん）とは、交通誘導警備業務に関し、道路又は交通の状況により、北海道函館方面公安委員会が道路における危険を防止するため必要と認める路線である。当該路線で交通誘導警備業務を実施するにあたっては、交通誘導警備業務を実施する場所ごとに、交通誘導警備業務1級検定又は2級検定の合格証明書の交付を受けた警備員を1名以上配置しなければならない。

## 告示・施行
- 2006年12月1日：告示
- 2007年6月1日：施行
- 2015年6月1日：改正

## 路線一覧
|    | 路線名             | 区間                                   |
| -- | ------------------ | -------------------------------------- |
| 1  | 国道5号            | 函館方面に所在する警察署が管轄する地域 |
| 2  | 国道37号           | 函館方面に所在する警察署が管轄する地域 |
| 3  | 国道227号          | 函館方面に所在する警察署が管轄する地域 |
| 4  | 国道228号          | 函館方面に所在する警察署が管轄する地域 |
| 5  | 国道229号          | 函館方面に所在する警察署が管轄する地域 |
| 6  | 国道230号          | 函館方面に所在する警察署が管轄する地域 |
| 7  | 国道276号          | 函館方面に所在する警察署が管轄する地域 |
| 8  | 国道277号          | 函館方面に所在する警察署が管轄する地域 |
| 9  | 国道278号          | 函館方面に所在する警察署が管轄する地域 |
| 10 | 国道279号          | 函館方面に所在する警察署が管轄する地域 |
| 11 | 道道江差木古内線   | 函館方面に所在する警察署が管轄する地域 |
| 12 | 道道奥尻島線       | 函館方面に所在する警察署が管轄する地域 |
| 13 | 道道八雲北檜山線   | 函館方面に所在する警察署が管轄する地域 |
| 14 | 道道大沼公園鹿部線 | 函館方面に所在する警察署が管轄する地域 |
| 15 | 道道八雲厚沢部線   | 函館方面に所在する警察署が管轄する地域 |
| 16 | 道道今金北檜山線   | 函館方面に所在する警察署が管轄する地域 |
| 17 | 道道八雲今金線     | 函館方面に所在する警察署が管轄する地域 |
| 18 | 道道七飯大野線     | 函館方面に所在する警察署が管轄する地域 |
| 19 | 道道森砂原線       | 函館方面に所在する警察署が管轄する地域 |